# August Smets
August Theofiel Paul Smets (Glabbeek, 19 december 1922 - Scherpenheuvel, 14 juni 1984) was een Belgisch volksvertegenwoordiger.

## Levensloop
Smets was ambtenaar bij de Nationale Maatschappij der Waterleidingen.
Voor de Belgische Socialistische Partij was hij van 1965 tot 1976 gemeenteraadslid en burgemeester van Scherpenheuvel. Na de gemeentefusies van 1976 waarbij Scherpenheuvel opging in Scherpenheuvel-Zichem, was hij daar van 1977 tot aan zijn dood gemeenteraadslid en vanaf 1983 schepen van Openbare Werken.
Van 1971 tot 1974 was hij ook lid van de Kamer van volksvertegenwoordigers voor het arrondissement Leuven. In de periode december 1971-maart 1974 had hij als gevolg van het toen bestaande dubbelmandaat ook zitting in de Cultuurraad voor de Nederlandse Cultuurgemeenschap, die op 7 december 1971 werd geïnstalleerd en de verre voorloper is van het Vlaams Parlement.